# Bączanka
Bączanka – potok, lewy dopływ Homerki. 

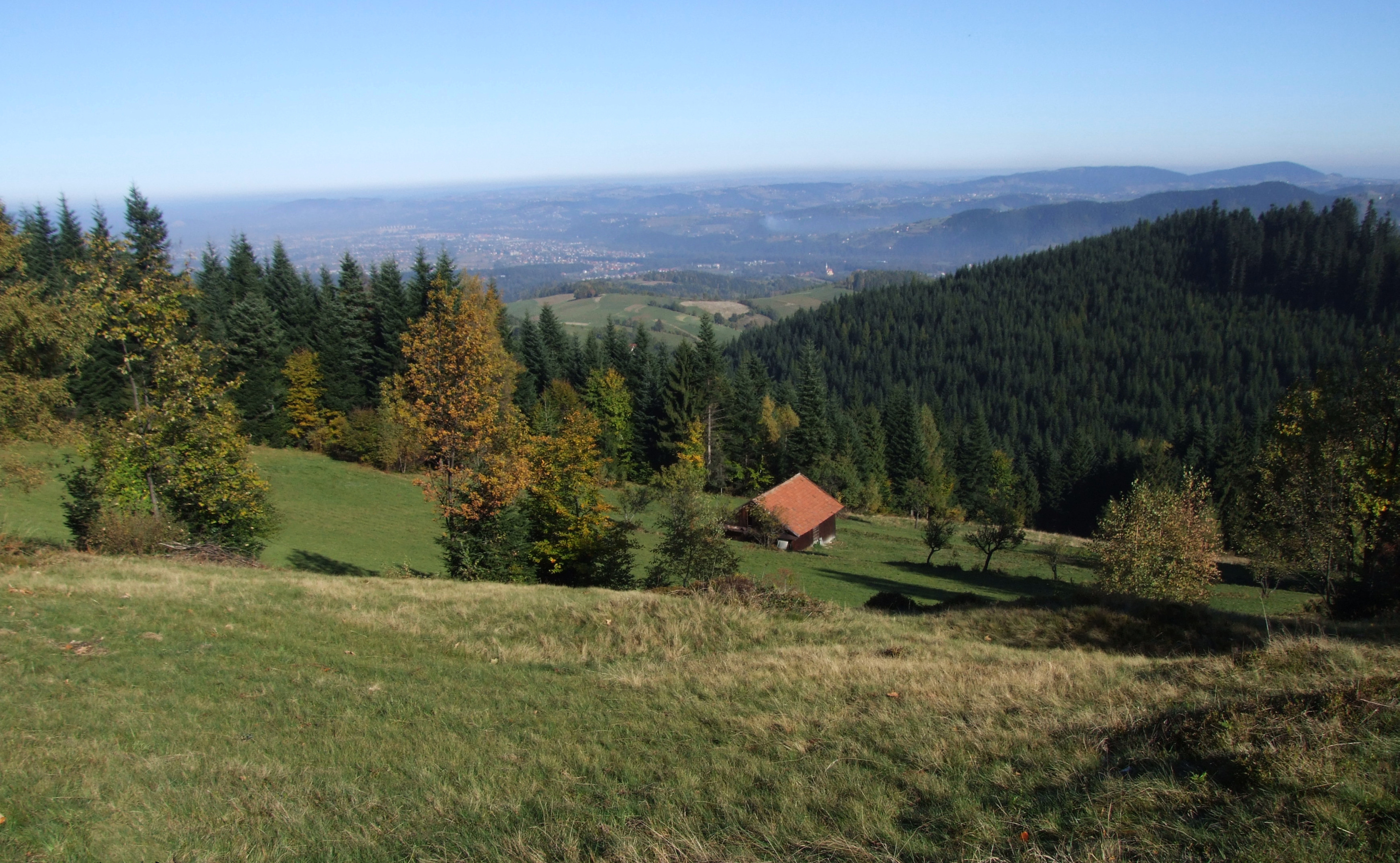
Polana Wilcze Doły i dolina Bączanki

Zlewnia potoku znajduje się w Paśmie Jaworzyny Beskidu Sądeckiego. Najwyżej położone, na wysokości około 750 m źródła znajdują się w północnych stokach Ostrej, skąd Bączanka spływa w północnym kierunku. Drugi, dłuższy, ale mający niżej położone źródła (na wysokości 742 m) potok spływa spod polany Wilcze Doły w północno-zachodnim, a niżej północno-wschodnim kierunku. Trzeci ciek Bączanki ma źródła na wysokości 720 m na północno-wschodnich stokach Ostrej na osiedlu Koci Rynek. Te trzy potoki Bączanki płyną głębokimi dolinami rozcinającymi północne stoki Ostrej na trzy grzbiety. Na granicy miejscowości Bącza Kunina (przysiółek Kunina) i Frycowej (przysiółek Kamionki), na wysokości 417 m uchodzi do Homerki.
Nazwa Bączanka pochodzi od miejscowości Bącza Kunina, w której znajdują się wszystkie cieki źródłowe Bączanki (na przysiółkach Bącza i Koci Rynek).